# Ifar
Els ifar són una tribu d'Oman que té com ancestre una dona de nom Afra. Són de la facció dels hinawis però gaudien del privilegi de poder viatjar lliurement pel territori de la facció dels ghafiris, privilegi avui sense sentit.
Fins fa poc nòmades que pasturaven a l'angle sud-est del Rub al-Khali arribant a l'oest fins al Wadi l-Umari, una vall que arriba fins a la sorra d'Umm al-Samim. Els seus veïns al nord són els duru, a l'est els djanaba (faccions Al Wahiba i al-Hikman), i al sud els djanaba (facció Harasis).
Tenen estretes relacions a les tribus al-Awamir i Bayt Khatir, aquesta darrera la tribu dominant al nord del Zufar, al sud-oest del país dels Ifars. La tradició diu que són originària d'Habarut al Zufar occidental.
Estan dividits en tres fraccions: Bayt Hamuda, al-Mazaniwa i al-Mahakika.